# Хотепсехемуї
Готепсехемуї (Гор-Готепсехемуї, Hetepsekhemwy, також відомий як Бавнутер, Беджав і Бавнечер, у грецькому варіанті Боетос) — перший фараон з ІІ династії Раннього царства Давнього Єгипту, що правив після 2890 до н. е. Ім'я «Готепсегемуї» перекладається приблизно як «Дві влади у світі». Особисте ім'я цього фараона відомо з Абідоського списку царів як Беджау («Корабельник»), а із Саккарского — як Баунечер. Манефон передає його в грецькому варіанті як Боетос.
Можливо, Готепсехемуї прийшов до влади за допомогою одруження з принцесою-спадкоємицею першої царської лінії (І династії), тому дослідники не можуть виразно стверджувати, чи був він пов'язаний з найдавнішої Тініською царською родиною. Однак малоймовірно, щоб Хотепсехемуї був сином свого попередника Каа, а той факт, що останній був тестем свого спадкоємця, вважається загальноприйнятим. У всякому разі, саме Готепсехемуї провів похорон Каа, що свідчить про відсутність насильницького скинення попередньої династії. Ім'я Готепсехемуи було знайдено біля мастаби Каа в Абідосі. Сам фараон Готепсехемуї похований у Саккарі.
Хоча про правління Готепсехемуї практично нічого не відомо, згідно з Манефоном, Боетос правив 38 років.